# Umberto Marino
Umberto Marino (* 27. November 1952 in Rom) ist ein italienischer Dramatiker, Drehbuchautor und Filmregisseur.

## Leben
Marino schloss in Rechtswissenschaften ab und studierte an der „Accademia Nazionale d’Arte Drammatica“; am Theater war er Darsteller und Regieassistent für Giuseppe Patroni Griffi und später u. a. Ennio Coltorti und Gianfranco De Bosio. Einige Stücke für die Bühne entstanden; manche arbeiteten nur mit Monologen. Unter den bekanntesten finden sich Titel wie Non aspettando Godot, Accademia und Italia-Germania 4-3. 1987 begann er auch mit Arbeiten für den Film, indem er nach eigenen Vorlagen und Originalstoffen Drehbücher gestaltete; etwa zehn Filme, die jeweils Beachtung fanden, entstanden – unter ihnen auch mehrere Animationsfilme von Enzo D’Alò. 1993 debütierte Marino als Regisseur mit Cominciò tutto per caso; es folgten dokumentarische, kurze und für das Fernsehen entstandene Arbeiten. Weitere Aktivitäten umfassen eine Radioreihe und zahlreiche Artikel zum Film in Zeitschriften und anderen Publikationen.

## Filmografie (Auswahl)
- 1987: Stray Days – Heiß auf Liebe (I giorni randagi)
- 1990: La Stazione – Der Bahnhof (La stazione) (Vorlage)
- 1991: Italien – Deutschland 4:3 (Italia-Germania 4-3)
- 1992: Die geheimnisvolle Blonde (La bionda)
- 1993: Comiciò tutto per caso (& Regie)
- 1996: Der blaue Pfeil (La freccia d'azzurra)
- 1999: Wie Kater Zorbas der kleinen Möwe das Fliegen beibrachte (La giabbanella e il gatto)
- 2001: Momo (Momo)
- 2003: Soraya (Soraya) (Vorlage)
- 2003: Toto Sapore und die magische Geschichte der Pizza (Toto Sapore e la magica storia della pizza)
- 2011: Pinocchio